# Vindonissa

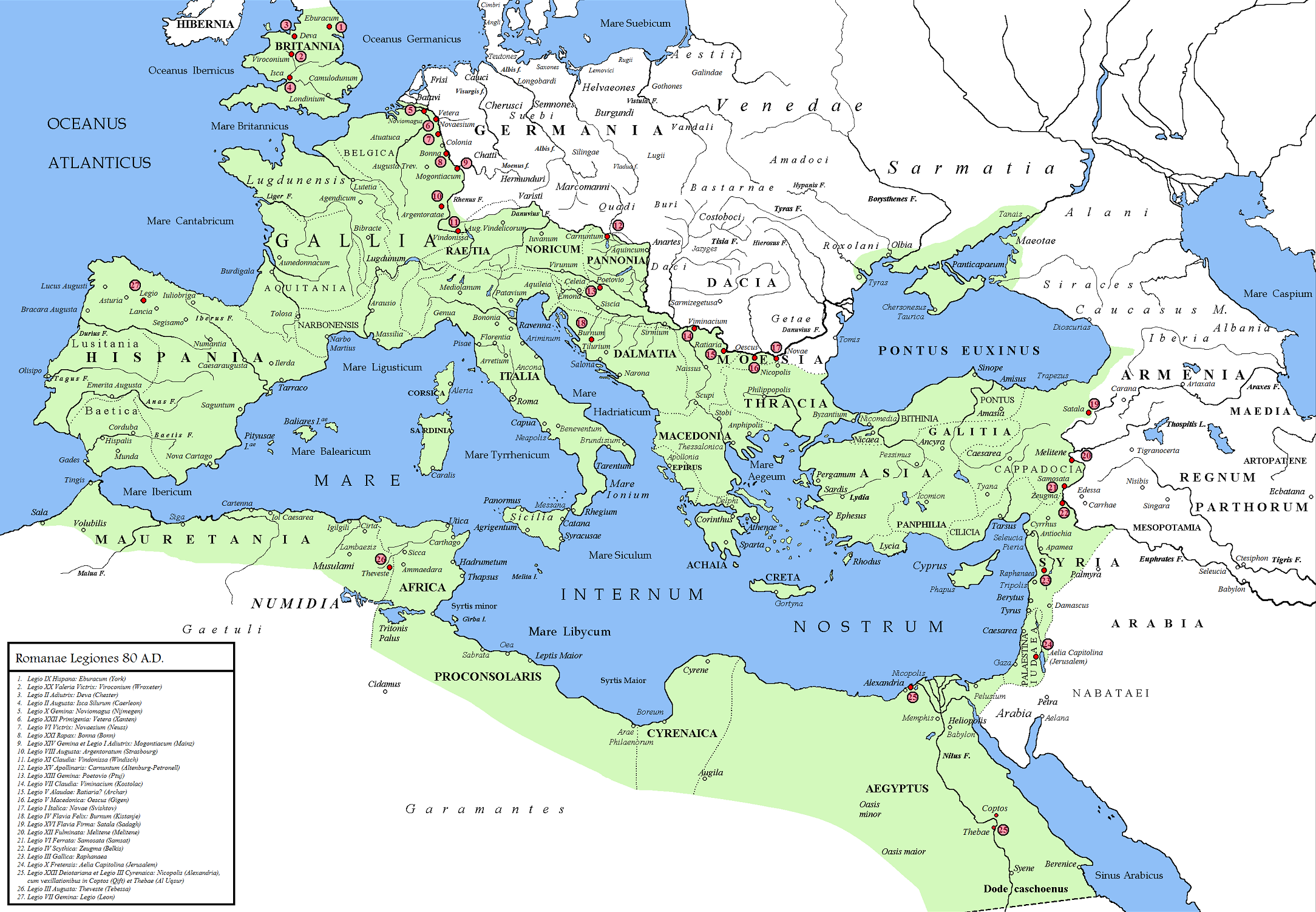

Vindonissa foi um acampamento romano situado na actual Windisch do cantão  Argóvia 
, tinha uma posição estratégica importante, na confluência do Aar, Reuss e Limmat.  O nome do lugar antigo Vindonissa aparece no "Notitia Galliarum" e no ""Tabula Peutingeriana", bem como sobre inscrições na pedra e madeira do século IV D.C. O termo tradicional de Vinse está na base do ome atual Windisch.
O acampamento deveria albergar entre 5 a 6 000 soldados o que devia fazer uma verba de dois milhões de dinares, e no ano 30 foram criadas as termas. Com a chegada da 21 legião romana, a Legio XXI Rapax, o campo foi reconstruído com fortificações em terra. No ano 69 a guarnição foi substituída pela Legio XI Claudia que aí permaneceu até ao ano 101, e a partir dessa data Vindonissa torna-se uma colónia civil

## Galeria de imagens

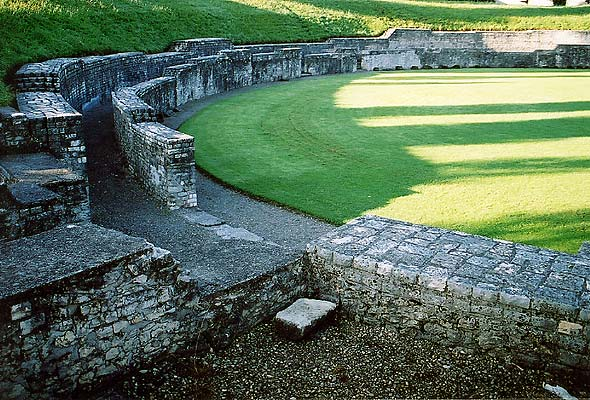
Anfiteatro
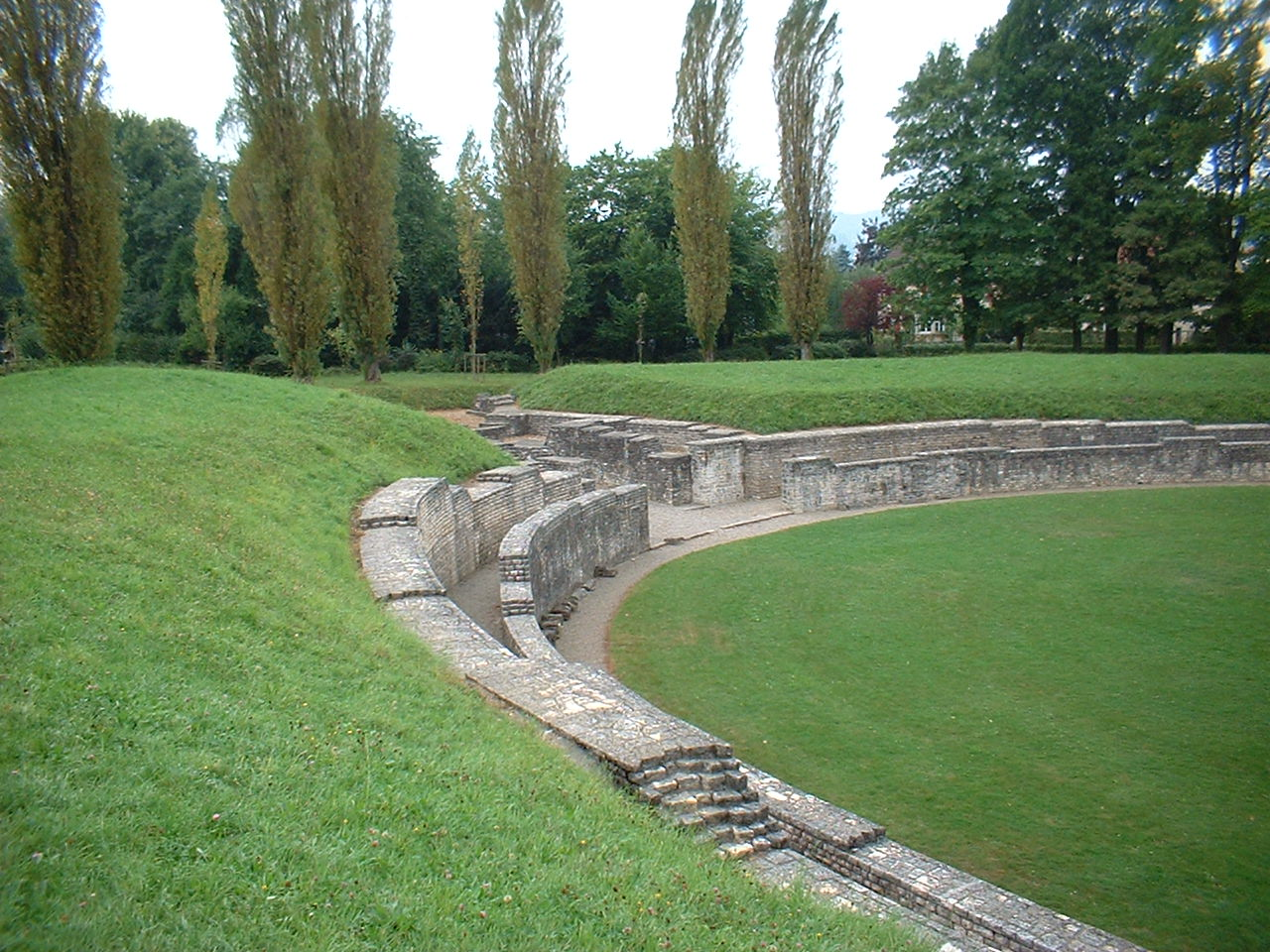
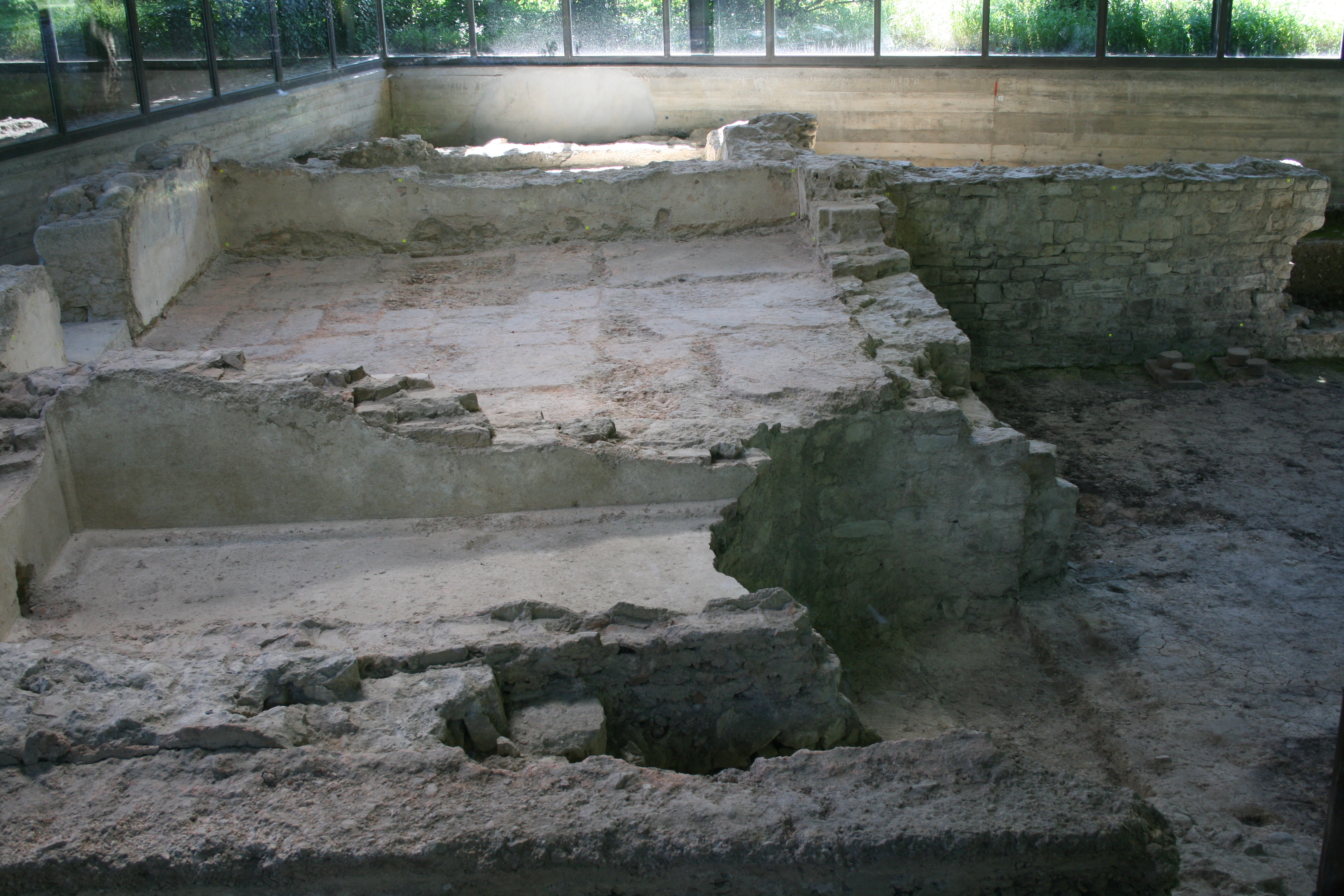
Banhos
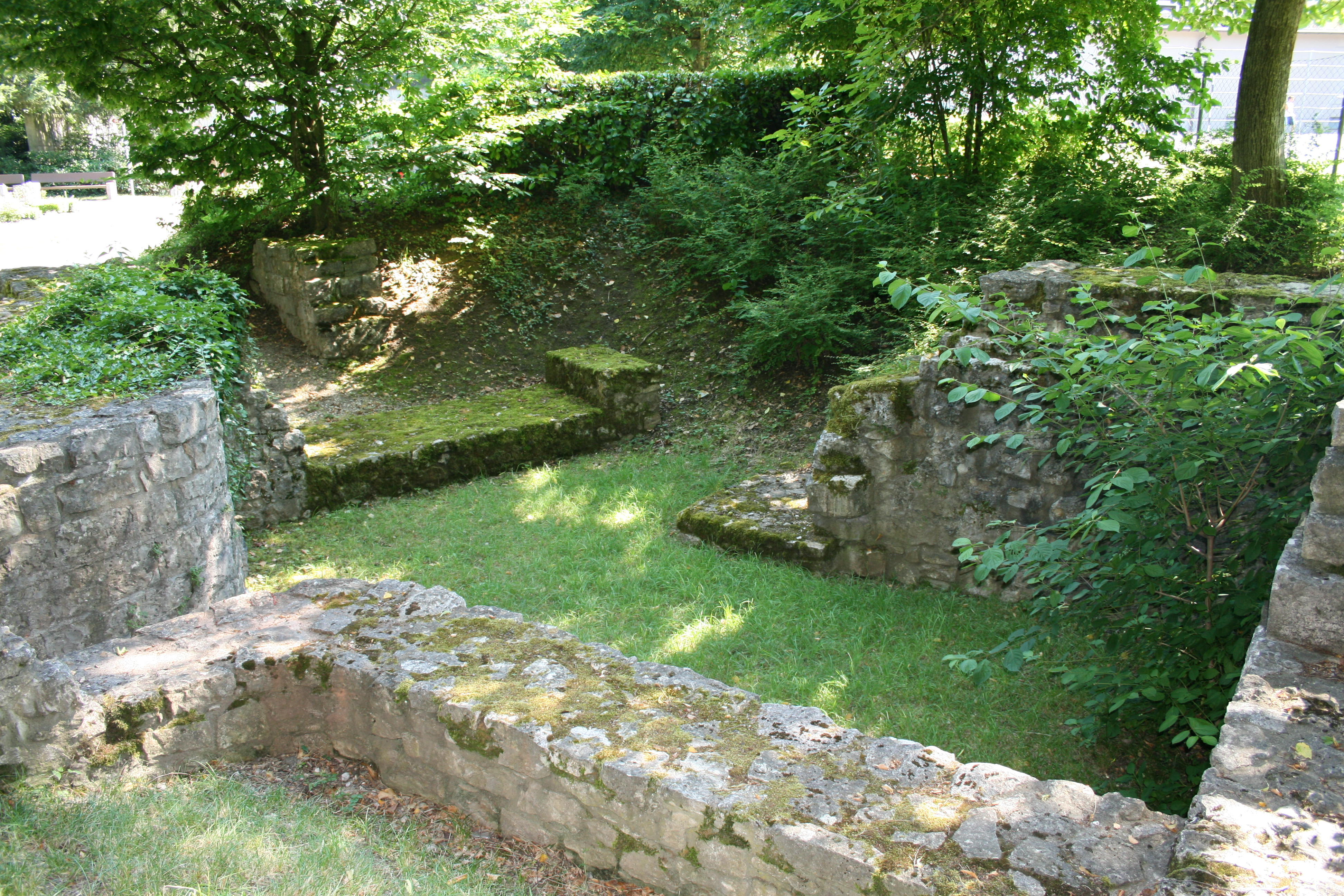
Ruínas
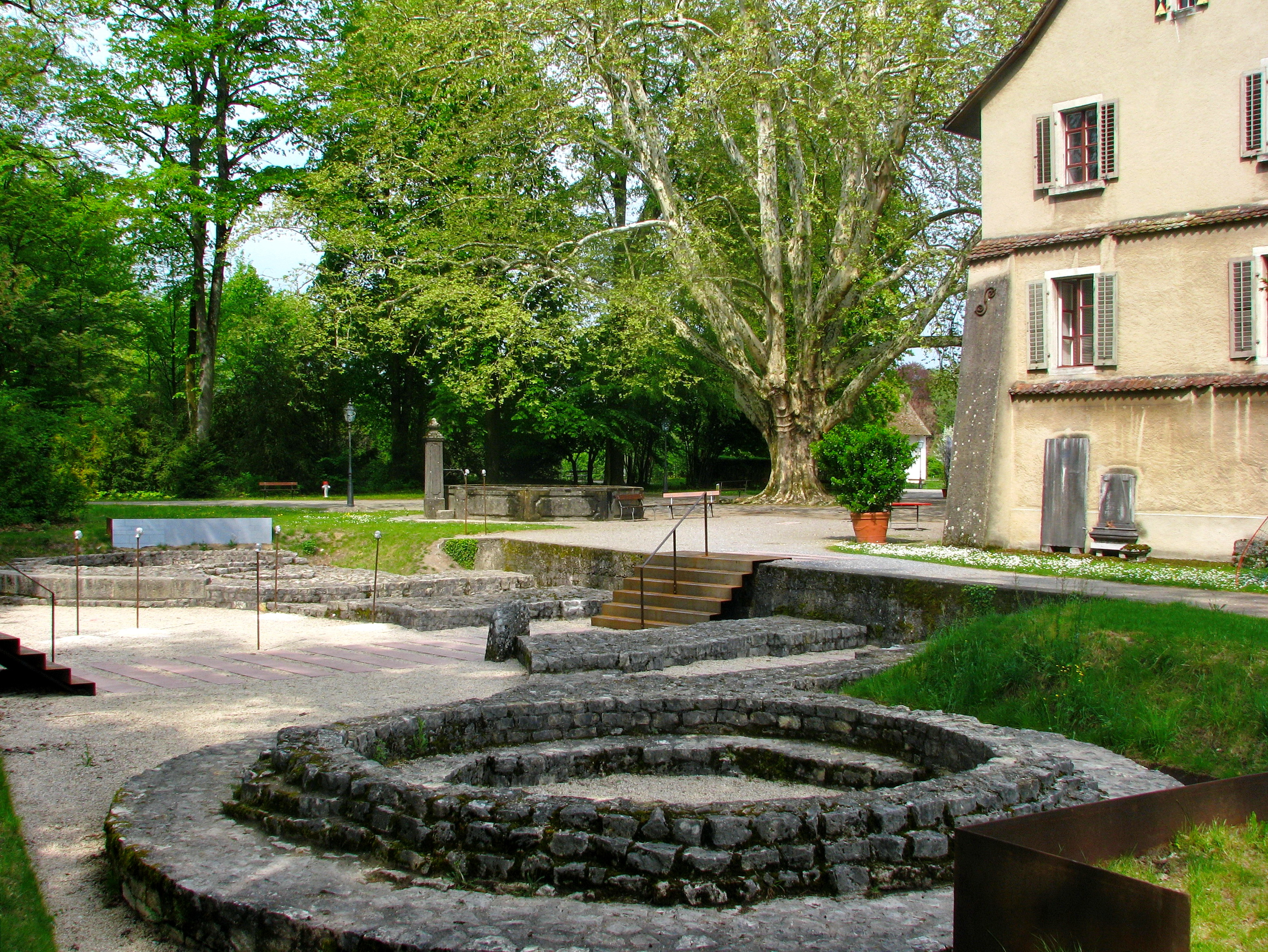